# Liste der Monuments historiques in Rombies-et-Marchipont
Die Liste der Monuments historiques in Rombies-et-Marchipont führt die Monuments historiques in der französischen Gemeinde Rombies-et-Marchipont auf.

## Liste der Bauwerke
| Bezeichnung         | Beschreibung                            | Standort | Kennzeichnung | Schutzstatus | Datum | Bild |
| ------------------- | --------------------------------------- | -------- | ------------- | ------------ | ----- | ---- |
| Moulin de la Vallée | Mühle, erbaut Ende des 18. Jahrhunderts |          | PA00125633    | Inscrit      | 1992  |      |